# Austrolestes
Austrolestes is een geslacht van libellen (Odonata) uit de familie van de pantserjuffers (Lestidae).

## Soorten
Austrolestes omvat 10 soorten:
- Austrolestes aleison Watson & Moulds, 1979
- Austrolestes analis (Rambur, 1842)
- Austrolestes annulosus (Selys, 1862)
- Austrolestes aridus (Tillyard, 1908)
- Austrolestes cingulatus (Burmeister, 1839)
- Austrolestes colensonis (White, 1846)
- Austrolestes io (Selys, 1862)
- Austrolestes leda (Selys, 1862)
- Austrolestes minjerriba Watson, 1979
- Austrolestes psyche (Hagen in Selys, 1862)